# Социология рекреации
Социология рекреации — теория в социологии, объясняющая мотивацию и закономерности рекреационного поведения социальных групп (семья, трудовой коллектив, общество, население, этнос, нация, конфессиональные объединения, цивилизация и других) в модели «деятельность — отдых». Как самостоятельное научное направление социология рекреации впервые сформулировано российским учёным, доктором социологических наук А. С. Орловым-Кретчмером в 1980-х годах. Более подробно изложение основ научного направления и теории рекреации выполнено этим же автором в ставшей классической и часто цитируемой монографии «Социология рекреации». В 1993 году Российское общество социологов утвердило его председателем Исследовательского комитета «Социология рекреации».
Как теория, социология рекреации близка мировоззренческим взглядам кальвинизма с его дихотомией «труд-отдых» и дискутирует с ранее монопольным научным взглядом гедонистической социологии досуга (Ж. Дюмазадье, Дж. Шивере, М. Каплана и др.). Её создатель считает, что, в отличие от других концептуальных моделей — социологии досуга, теории свободного времени или схожих релаксационноцентрических концепций, — социология рекреации даёт возможность создания механизмов осознанного регулирования негативных и катастрофических социальных процессов. По мнению Э. Гидденса, от существующей более века социологии досуга она отличается предметом исследования и более высоким мировоззренческим уровнем, не лишая своей методологической поддержки эмпирические и прикладные исследования.
Социология рекреации продолжает изучение понятийного круга рекреацентрических концепций. Она имеет междисциплинарный характер, базируется на принципах социальной энтропии, смыкается с теорией девиантного поведения, социальной психологией, социальной экономикой, социологией образа жизни, позиционирует себя на границе сфер биологической и социальной рекреации. Однако как самостоятельное научное направление имеет собственную методологическую и понятийную основу. При этом теория, будучи теорией мировоззренческого уровня включает в себя значительную часть понятийного пространства социологии досуга и социологии труда.
В целом теория была принята российским научным сообществом позитивно, отмечена в зарубежной социологической школе. При этом часть обществоведов советской школы социологии настороженно восприняла выводы автора о том, что общественные катаклизмы: войны, революции, девиантное поведение, наркомания и другие имеют объективную социальную природу, а не являются эксцессом развития обществ, следовательно — эти проявления объективны, закономерны и даже необходимы, но в силу своей социальной природы, требуют адекватного управления и прогноза.
У Орлова-Кретчмера появились последователи (например В. Петров, А. Зубко, А. Бирюков), однако, как правило, они предпочитали не столько углублять исследования фундаментального и теоретического уровня, сколько разрабатывать эмпирическую и прикладную составляющую своих исследований. В современной практике российских социологов категорию рекреации часто совмещают с категорией отдыха, туризма, досуга, развлечений. Это объясняется тем, что предсказываемые теорией возможности регулирования социальных катастроф и негативных процессов лежат в плоскости политических решений и требуют разработки совместной методологии с другими общественными науками (политологией, экономикой, социальным и коммуникационным менеджментом).